# Didymodon cylindricus
Didymodon cylindricus là một loài rêu trong họ Pottiaceae. Loài này được (Hedw.) Wahlenb. mô tả khoa học đầu tiên năm 1826.